# Saison 2015-2016 des Pacers de l'Indiana
La saison 2015-2016 des Pacers de l'Indiana est la 49e saison de la franchise et la 40e saison au sein de la National Basketball Association (NBA).

## Draft
| Tour | Choix | Joueur       | Poste | Nationalité | Provenance         |
| ---- | ----- | ------------ | ----- | ----------- | ------------------ |
| 1    | 11    | Myles Turner | C     | États-Unis  | Longhorns du Texas |
| 2    | 43    | Joseph Young | PG    | États-Unis  | Ducks de l'Oregon  |

## Pré-saison
| Pré-saison Total: 5-2 (Domicile : 3-1 ; Extérieur : 2-1) |

| Match | Date match | Équipe      | Score     | Meilleur marqueur        | Meilleur rebondeur     | Meilleur passeur          | Lieux Spectateurs                         | Série |
| ----- | ---------- | ----------- | --------- | ------------------------ | ---------------------- | ------------------------- | ----------------------------------------- | ----- |
| 1     | 3 octobre  | New Orleans | D 105-110 | Paul George (18)         | Lavoy Allen (8)        | Robinson III, Stuckey (4) | Bankers Life Fieldhouse 13 725            | 0 - 1 |
| 2     | 6 octobre  | @ Détroit   | V 115-112 | Paul George (32)         | Shayne Whittington (8) | George Hill (8)           | The Palace of Auburn Hills 10 446         | 1 - 1 |
| 3     | 9 octobre  | Orlando     | V 97-92   | Miles, Robinson III (14) | Ian Mahinmi (9)        | Monta Ellis (7)           | Amway Center 13 475                       | 2 - 1 |
| 4     | 13 octobre | Détroit     | V 101-97  | Toney Douglas (15)       | Lavoy Allen (6)        | Toney Douglas (3)         | Bankers Life Fieldhouse 12 730            | 3 - 1 |
| 5     | 15 octobre | @ Cleveland | V 107-85  | Paul George (17)         | Paul George (8)        | Joseph Young (6)          | Quicken Loans Arena 18 774                | 4 - 1 |
| 6     | 20 octobre | @ Chicago   | D 94-103  | Paul George (26)         | Paul George (13)       | 3 joueurs (3)             | United Center 21 512                      | 4 - 2 |
| 7     | 22 octobre | Charlotte   | V 98-86   | C. J. Miles (20)         | Lavoy Allen (10)       | George Hill (5)           | Allen County War Memorial Coliseum 10 744 | 5 - 2 |

## Saison régulière
| Saison régulière Total: 0-2 (Domicile : 0-1 ; Extérieur : 0-1) |

| Match | Date match | Équipe    | Score     | Meilleur marqueur | Meilleur rebondeur | Meilleur passeur    | Lieux Spectateurs              | Série |
| ----- | ---------- | --------- | --------- | ----------------- | ------------------ | ------------------- | ------------------------------ | ----- |
| 1     | 28 octobre | @ Toronto | D 99-106  | George Hill (19)  | Paul George (12)   | Paul George (8)     | Centre Air Canada 19 800       | 0 - 1 |
| 2     | 29 octobre | Memphis   | D 103-112 | George Hill (20)  | Ian Mahinmi (9)    | George, Stuckey (5) | Bankers Life Fieldhouse 18 165 | 0 - 2 |
| 3     | 31 octobre | Utah      |           |                   |                    |                     | Bankers Life Fieldhouse        | -     |

## Playoffs
| Playoffs Total: 3-4 (Domicile : 2-1 ; Extérieur : 1-3) |

| Match | Date match | Équipe    | Score    | Meilleur marqueur  | Meilleur rebondeur  | Meilleur passeur  | Lieux Spectateurs              | Série |
| ----- | ---------- | --------- | -------- | ------------------ | ------------------- | ----------------- | ------------------------------ | ----- |
| 1     | 16 avril   | @ Toronto | V 100-90 | Paul George (33)   | Allen, Miles (7)    | Paul George (6)   | Centre Air Canada 19 800       | 1 - 0 |
| 2     | 18 avril   | @ Toronto | D 87-98  | Paul George (28)   | Solomon Hill (6)    | Ellis, Lawson (3) | Centre Air Canada 19 800       | 1 - 1 |
| 3     | 21 avril   | Toronto   | D 85-101 | Paul George (25)   | Paul George (10)    | Paul George (6)   | Bankers Life Fieldhouse 18 165 | 1 - 2 |
| 4     | 23 avril   | Toronto   | V 100-83 | Hill, Mahinmi (22) | Ian Mahinmi (10)    | Ian Mahinmi (5)   | Bankers Life Fieldhouse 18 165 | 2 - 2 |
| 5     | 26 avril   | @ Toronto | D 99-102 | Paul George (39)   | George, Turner (10) | Paul George (8)   | Centre Air Canada 19 800       | 2 - 3 |
| 6     | 29 avril   | Toronto   | V 101-83 | Paul George (21)   | Paul George (11)    | Paul George (6)   | Bankers Life Fieldhouse 18 165 | 3 - 3 |
| 7     | 1er mai    | @ Toronto | D 84-89  | Paul George (26)   | Paul George (12)    | Monta Ellis (7)   | Centre Air Canada 19 800       | 3 - 4 |

## Confrontations
| Conférence Est      | Conférence Est                             | Conférence Est                             | Conférence Est                             | Conférence Est                             | Conférence Ouest                           | Conférence Ouest                           | Conférence Ouest                           |
| Division Atlantique | Division Atlantique                        | Division Atlantique                        | Division Atlantique                        | Division Atlantique                        | Division Nord-Ouest                        | Division Nord-Ouest                        | Division Nord-Ouest                        |
| Équipe              | Domicile                                   | Domicile                                   | Extérieur                                  | Extérieur                                  | Équipe                                     | Domicile                                   | Extérieur                                  |
| ------------------- | ------------------------------------------ | ------------------------------------------ | ------------------------------------------ | ------------------------------------------ | ------------------------------------------ | ------------------------------------------ | ------------------------------------------ |
| Boston              | 100-98                                     | 103-98                                     | 102-91                                     | 94-103                                     | Denver                                     | 109-105 (OT)                               | 126-129                                    |
| Brooklyn            | 104-97                                     | 129-105                                    | 114-100                                    | 110-120                                    | Minnesota                                  | 107-103                                    | 102-88                                     |
| New York            | 108-105                                    | 102-90                                     | 92-87                                      |                                            | Oklahoma City                              | 111-115                                    | 101-98                                     |
| Philadelphie        | 91-75                                      |                                            | 112-85                                     | 115-102                                    | Portland                                   | 102-111                                    | 111-123                                    |
| Toronto             | 106-90                                     | 94-101 (OT)                                | 99-106                                     | 98-111                                     | Utah                                       | 76-97                                      | 119-122 (OT)                               |
|                     | 8–1                                        | 8–1                                        | 5-4                                        | 5-4                                        |                                            | 2–3                                        | 2–3                                        |
| Division            | 13–5                                       | 13–5                                       | 13–5                                       | 13–5                                       | Division                                   | 4–6                                        | 4–6                                        |
| Division Centrale   | Division Centrale                          | Division Centrale                          | Division Centrale                          | Division Centrale                          | Division Pacifique                         | Division Pacifique                         | Division Pacifique                         |
| Equipe              | Domicile                                   | Domicile                                   | Extérieur                                  | Extérieur                                  | Equipe                                     | Domicile                                   | Extérieur                                  |
| Chicago             | 104-92                                     | 96-98                                      | 95-96                                      | 100-102 (OT)                               | Golden State                               | 123-131                                    | 110-122                                    |
| Cleveland           | 106-111 (OT)                               | 123-109                                    | 97-101                                     | 96-100                                     | L.A. Clippers                              | 89-91                                      | 103-91                                     |
| Detroit             | 94-82                                      | 112-104                                    | 94-82                                      | 96-118                                     | L.A. Lakers                                | 89-87                                      | 107-103                                    |
|                     |                                            |                                            |                                            |                                            | Phoenix                                    | 116-97                                     | 97-94                                      |
| Milwaukee           | 123-86                                     | 116-120                                    | 104-99                                     | 97-92                                      | Sacramento                                 | 106-108                                    | 97-108                                     |
|                     | 5–3                                        | 5–3                                        | 3–5                                        | 3–5                                        |                                            | 2–3                                        | 3–2                                        |
| Division            | 8-8                                        | 8-8                                        | 8-8                                        | 8-8                                        | Division                                   | 5–5                                        | 5–5                                        |
| Division Sud-Est    | Division Sud-Est                           | Division Sud-Est                           | Division Sud-Est                           | Division Sud-Est                           | Division Sud-Ouest                         | Division Sud-Ouest                         | Division Sud-Ouest                         |
| Equipe              | Domicile                                   | Domicile                                   | Extérieur                                  | Extérieur                                  | Equipe                                     | Domicile                                   | Extérieur                                  |
| Atlanta             | 93-87                                      | 111-92                                     | 96-102                                     | 75-104                                     | Dallas                                     | 107-81                                     | 112-105                                    |
| Charlotte           | 95-117                                     | 95-96                                      | 101-108                                    |                                            | Houston                                    | 104-101                                    | 103-107 (OT)                               |
| Miami               | 90-87                                      | 96-83                                      | 100-103 (OT)                               | 93-101 (OT)                                | Memphis                                    | 103-112                                    | 84-96                                      |
| Orlando             | 97-84                                      | 94-114                                     | 95-86                                      | 105-102                                    | New Orleans                                | 92-84                                      | 91-86                                      |
| Washington          | 104-118                                    |                                            | 123-106                                    | 100-99                                     | San Antonio                                | 99-91                                      | 92-106                                     |
|                     | 5–4                                        | 5–4                                        | 4–5                                        | 4–5                                        |                                            | 4–1                                        | 2–3                                        |
| Division            | 9–9                                        | 9–9                                        | 9–9                                        | 9–9                                        | Division                                   | 6-4                                        | 6-4                                        |
| Conférence          | 30–22 (Domicile : 18–8; Extérieur: 12–14)  | 30–22 (Domicile : 18–8; Extérieur: 12–14)  | 30–22 (Domicile : 18–8; Extérieur: 12–14)  | 30–22 (Domicile : 18–8; Extérieur: 12–14)  | Conférence                                 | 15–15 (Domicile : 8–7 ; Extérieur : 7–8)   | 15–15 (Domicile : 8–7 ; Extérieur : 7–8)   |
| Total               | 45-37 (Domicile : 26–15; Extérieur: 19–22) | 45-37 (Domicile : 26–15; Extérieur: 19–22) | 45-37 (Domicile : 26–15; Extérieur: 19–22) | 45-37 (Domicile : 26–15; Extérieur: 19–22) | 45-37 (Domicile : 26–15; Extérieur: 19–22) | 45-37 (Domicile : 26–15; Extérieur: 19–22) | 45-37 (Domicile : 26–15; Extérieur: 19–22) |

## Effectif actuel
| Pacers de l'Indiana Effectif actuel |    |                        |                    |                    |
| Entraîneur : Frank Vogel            |    |                        |                    |                    |
| Ailier fort                         | 5  | Drapeau des États-Unis | Lavoy Allen        | Temple             |
| Ailier fort, Pivot                  | 25 | Drapeau des États-Unis | Rakeem Christmas   | Syracuse           |
| Arrière                             | 11 | Drapeau des États-Unis | Monta Ellis        | Lanier High School |
| Arrière, Ailier                     | 13 | Drapeau des États-Unis | Paul George (C)    | Fresno State       |
| Meneur                              | 3  | Drapeau des États-Unis | George Hill        | Purdue             |
| Ailier fort                         | 27 | Drapeau des États-Unis | Jordan Hill        | Arizona            |
| Ailier                              | 44 | Drapeau des États-Unis | Solomon Hill       | Arizona            |
| Meneur                              | 10 | Drapeau des États-Unis | Ty Lawson          | Caroline du Nord   |
| Pivot                               | 28 | Drapeau de la France   | Ian Mahinmi        | France             |
| Pivot, Ailier fort                  | 0  | Drapeau des États-Unis | C. J. Miles        | Skyline HS, Texas  |
| Ailier                              | 40 | Drapeau des États-Unis | Glenn Robinson III | Michigan           |
| Meneur                              | 2  | Drapeau des États-Unis | Rodney Stuckey     | Eastern Washington |
| Pivot                               | 33 | Drapeau des États-Unis | Myles Turner       | Texas              |
| Ailier fort, Pivot                  | 42 | Drapeau des États-Unis | Shayne Whittington | Western Michigan   |
| Arrière, Meneur                     | 1  | Drapeau des États-Unis | Joseph Young       | Oregon             |
| (C) Capitaine - Blessé              |    |                        |                    |                    |

## Contrats et salaires 2015-2016
| Joueur             | Poste      | Âge        | Exp        | Contrat                | Salaire 2015-2016 | Fin du contrat |
| ------------------ | ---------- | ---------- | ---------- | ---------------------- | ----------------- | -------------- |
| Joueurs actuels    |            |            |            |                        |                   |                |
| Lavoy Allen        | PF         | 26         | 4          | 8 050 000 $ sur 2 ans  | 4 050 000 $       | 2018           |
| Rakeem Christmas   | PF         | 23         | 0          | 3 157 026 $ sur 3 ans  | 1 007 026 $       | 2019           |
| Monta Ellis        | PG         | 30         | 10         | 43 981 000 $ sur 4 ans | 10 300 000 $      | 2019           |
| Paul George        | SF         | 25         | 5          | 91 572 660 $ sur 5 ans | 17 120 106 $      | 2019           |
| George Jesse Hill  | PG         | 29         | 7          | 40 000 000 $ sur 5 ans | 8 000 000 $       | 2017           |
| Jordan Hill        | C          | 28         | 6          | 4 000 000 $ sur 1 an   | 4 000 000 $       | 2016           |
| Solomon Hill       | SF         | 24         | 2          | 3 908 400 $ sur 3 ans  | 1 358 880 $       | 2016           |
| Ty Lawson          | PG         | 28         | 6          | 265,000 $ sur 1 an     | 211,744 $         | 2016           |
| Ian Mahinmi        | C          | 29         | 7          | 16 000 000 $ sur 4 ans | 4 000 000 $       | 2016           |
| C. J. Miles        | SG         | 28         | 10         | 17 955 350 $ sur 4 ans | 4 394 225 $       | 2018           |
| Glenn Robinson III | SG         | 21         | 1          | 3 241 000 $ sur 3 ans  | 1 100 000 $       | 2018           |
| Rodney Stuckey     | PG         | 29         | 8          | 21 000 000 $ sur 3 ans | 7 000 000 $       | 2018           |
| Myles Turner       | PF         | 19         | 0          | 4 821 600 $ sur 2 ans  | 2 357 760 $       | 2019           |
| Shayne Whittington | PF         | 24         | 1          | 1 825 490 $ sur 2 ans  | 845,059 $         | 2017           |
| Joseph Young       | PG         | 23         | 0          | 4 300 000 $ sur 4 ans  | 1 007 026 $       | 2019           |
| Joueurs coupés     |            |            |            |                        |                   |                |
| Chase Budinger     | SF         | 27         | 6          | -                      | 5 000 000 $       | -              |
| Toney Douglas      | PG         | 29         | 6          | -                      | 600,000 $         | -              |
| Terran Petteway    | SF         | 23         | 0          | -                      | 6,178 $           | -              |
|                    |            |            |            |                        |                   |                |
| Total              | Total      | Total      | Total      | Total                  | 72 358 004 $      | Différence     |
| Salary Cap         | Salary Cap | Salary Cap | Salary Cap | Salary Cap             | 70 000 000 $      | - 2 358 004 $  |
| Luxury Tax         | Luxury Tax | Luxury Tax | Luxury Tax | Luxury Tax             | 84 700 000 $      | 12 239 779 $   |

- 2016 = Joueurs qui peuvent quitter le club à la fin de cette saison.

## Transferts

### Échanges
| Juillet         | Juillet                                                | Juillet                                                 | Juillet                |
| --------------- | ------------------------------------------------------ | ------------------------------------------------------- | ---------------------- |
| 9 juillet 2015  | Échange à deux équipes                                 | Échange à deux équipes                                  | Échange à deux équipes |
| 9 juillet 2015  | Vers Pacers de l'Indiana - Second tour de draft 2019   | Vers Lakers de Los Angeles - Roy Hibbert                | [ 2 ]                  |
| 12 juillet 2015 | Échange à deux équipes                                 | Échange à deux équipes                                  | Échange à deux équipes |
| 12 juillet 2015 | Vers Pacers de l'Indiana - Chase Budinger              | Vers Timberwolves du Minnesota - Damjan Rudež           | [ 3 ]                  |
| 23 juillet 2015 | Échange à deux équipes                                 | Échange à deux équipes                                  | Échange à deux équipes |
| 23 juillet 2015 | Vers Pacers de l'Indiana - Droits sur Rakeem Christmas | Vers Cavaliers de Cleveland - Second tour de draft 2019 | [ 3 ]                  |

### Joueurs qui re-signent
| Date       | Joueur             | Contrat                                                                     | Référence |
| ---------- | ------------------ | --------------------------------------------------------------------------- | --------- |
| 21 juillet | Rodney Stuckey     | Contrat de 21 000 000 $ sur 3 ans (Option joueur pour la saison 2017-2018)  | [ 4 ]     |
| 27 juillet | Lavoy Allen        | Contrat de 8 050 000 $ sur 2 ans (Option d'équipe pour la saison 2017-2018) | [ 5 ]     |
| 27 juillet | Shayne Whittington | Contrat de 1 830 000 $ sur 2 ans (Agent libre restreint en 2017)            | [ 6 ]     |

#### Options joueur et équipe
Aucun joueur

### Arrivés

#### Via draft
| Date       | Joueur           | Draft                                                       | Contrat                                                                         | Provenance         | Référence |
| ---------- | ---------------- | ----------------------------------------------------------- | ------------------------------------------------------------------------------- | ------------------ | --------- |
| 13 juillet | Myles Turner     | Draft 2015, Tour 1, choix n°11                              | Contrat de 4 820 000 $ sur 2 ans (Option d’équipe pour les saisons 2017 à 2019) | Longhorns du Texas | [ 7 ]     |
| 14 juillet | Joseph Young     | Draft 2015, Tour 2, choix n°43                              | Contrat de 4 300 000 $ sur 4 ans (Option d’équipe pour la saison 2018-2019)     | Ducks de l'Oregon  | [ 8 ]     |
| 27 juillet | Rakeem Christmas | Draft 2015, Tour 2, choix n°36 (de Minnesota via Cleveland) | Contrat de 3 160 000 $ sur 3 ans (Option d’équipe pour la saison 2018-2019)     | Orange de Syracuse | [ 6 ]     |

#### Via agent libre
| Date       | Joueur             | Contrat                                                                    | Provenance            | Référence |
| ---------- | ------------------ | -------------------------------------------------------------------------- | --------------------- | --------- |
| 14 juillet | Monta Ellis        | Contrat de 44 000 000 $ sur 4 ans (Option joueur pour la saison 2018-2019) | Mavericks de Dallas   | [ 9 ]     |
| 14 juillet | Jordan Hill        | Contrat de 4 000 000 $ sur 1 an                                            | Lakers de Los Angeles | [ 10 ]    |
| 27 juillet | Glenn Robinson III | Contrat de 3 200 000 $ sur 3 ans                                           | 76ers de Philadelphie | [ 6 ]     |
| 7 mars     | Ty Lawson          | Contrat de 265,000 $ sur 1 an                                              | Rockets de Houston    | [ 11 ]    |

#### Via Trade
| Date       | Joueur(s) et tour(s) de draft | Provenance                |
| ---------- | ----------------------------- | ------------------------- |
| 9 juillet  | Second tour de draft 2019     | Lakers de Los Angeles     |
| 12 juillet | Chase Budinger                | Timberwolves du Minnesota |
| 23 juillet | Droits sur Rakeem Christmas   | Cavaliers de Cleveland    |

### Départs

#### Via agent libre
| Date       | Joueur         | Contrat                                                                   | Vers ¹               | Référence |
| ---------- | -------------- | ------------------------------------------------------------------------- | -------------------- | --------- |
| 9 juillet  | C. J. Watson   | Contrat de 15 000 000 $ sur 3 ans                                         | Magic d'Orlando      | [ 12 ]    |
| 15 juillet | Luis Scola     | Contrat de 2 900 000 $ sur 1 an                                           | Raptors de Toronto   | [ 13 ]    |
| 17 juillet | David West     | Contrat de 3 050 000 $ sur 2 ans (Option joueur pour la saison 2016-2017) | Spurs de San Antonio | [ 14 ]    |
| 29 juillet | Chris Copeland | Contrat de 1 150 000 $ sur 1 an                                           | Bucks de Milwaukee   | [ 15 ]    |
| 10 août    | Donald Sloan   | Contrat de 1 020 000 $ sur 1 an                                           | Nets de Brooklyn     | [ 16 ]    |

¹ Il s'agit de l’équipe pour laquelle le joueur a signé après son départ, il a pu entre-temps changer d'équipe ou encore de pays.

#### Via Trade
| Date       | Joueur                                 | Vers                      |
| ---------- | -------------------------------------- | ------------------------- |
| 9 juillet  | Roy Hibbert                            | Lakers de Los Angeles     |
| 12 juillet | Damjan Rudež                           | Timberwolves du Minnesota |
| 23 juillet | Second tour de draft 2019 (Des Lakers) | Cavaliers de Cleveland    |

#### Via Waived
| Date       | Joueur                        | Commentaire                                               |
| ---------- | ----------------------------- | --------------------------------------------------------- |
| 24 octobre | Kadeem Jack C.J. Fair         | Non retenus dans l'équipe après les camps d’entraînements |
| 24 octobre | Toney Douglas Terran Petteway | Non retenus dans l'équipe après les camps d’entraînements |
| 5 mars     | Chase Budinger                | Libéré                                                    |